# Psiloderces egeria
Psiloderces egeria là một loài nhện trong họ Ochyroceratidae. Loài này phân bố ở Philippines.